# Mario Nawfal
 (mars 2025).
Mario Nawfal, né le 8 mai 1994 au Liban, est un entrepreneur, influenceur web, animateur de podcast et commentateur politique australo-libanais.

## Biographie
Mario Nawfal naît en 1994 au Liban. Sa famille émigre en Australie quand il a six ans et il obtient la nationalité australienne. Il possède également un titre de séjour des Émirats arabes unis et vit à Dubaï.
En 2013, il commence sa carrière d'investisseur en créant l'entreprise Froothie, qui commercialise des mixeurs pour fruits et légumes. En un an, elle atteint plusieurs millions de dollars de chiffre d'affaires. En 2017, il crée International Blockchain Consulting, une start-up active dans le conseil sur les cryptomonnaies et la blockchain. En 2021, il crée NFT Technologies, une société ayant pour objectif d'aider les jeunes investisseurs à placer leur argent dans le Web3. Il en devient directeur général et introduit l'entreprise à la Bourse de Toronto en mai 2022 ; elle termine sa première journée en baisse, avec une cotation de 17 millions de dollars contre 21,8 millions lors de son lancement.
Selon NBC News, les relations de Mario Nawfal avec plusieurs de ses anciens partenaires d'affaires sont mauvaises. Ils l'accusent de mauvaise gestion et le décrivent comme « un entrepreneur avide de célébrité qui a laissé des collaborateurs malheureux dans son sillage ». Il se défend dans une vidéo, niant la plupart des accusations portées contre lui tout en reconnaissant « avoir commis des erreurs et devoir encore de l'argent à certaines personnes ».
À partir des années 2020, Mario Nawfal devient également influenceur numérique. Il voit sa notoriété grandir sur Clubhouse durant la pandémie de Covid-19, avant d'en être temporairement suspendu, puis de migrer sur BitClout. Il se spécialise d'abord dans les cryptomonnaies avant de diffuser des informations généralistes. Il anime l'émission The Roundtable Show sur les réseaux sociaux, qu'il présente comme du journalisme citoyen. Il invite des personnalités controversées, comme Sam Bankman-Fried, Hunter Biden, Robert Kennedy Jr., Paul Kagame ou Sergueï Lavrov,. D'autres invités sont qualifiés comme appartenant à « l'internationale réactionnaire », parmi lesquelles Călin Georgescu, Alexandre Loukachenko, Jair Bolsonaro et Andrew Tate,. Il compte 916 000 followers sur Twitter en juin 2023 et « émerge comme une étoile montante des médias alternatifs ». Début 2025, ses lives quotidiens seraient suivis par 200 000 personnes environ
En 2025, Mario Nawfal relaie notamment les prises de positions de Georgescu au sujet de la situation politique roumaine, pour transmettre des « appels [à] la communauté trumpiste » afin d'obtenir son soutien en vue de l'élection présidentielle roumaine de 2025. Il fait partie, selon Le Grand Continent, des personnalités promues par Elon Musk dans sa lutte contre les « médias traditionnels » (« legacy media »).

## Affaires judiciaires
En 2015, Mario Nawfal est condamné à une amende de 6 200 euros par la Commission australienne de la concurrence et de la consommation pour « présentation fausse ou trompeuse » de mixeurs qu'il vendait.
En juin 2023, plusieurs anciens associés de Mario Nawfal déposent plainte contre lui. Ils l'accusent d'avoir détourné des fonds d'une de leurs entreprises dont il était directeur général. Ils le soupçonnent également d'évasion fiscale après qu'il a évoqué le sujet en leur présence. Les autorités fédérales, en particulier le FBI et la Securities and Exchange Commission (SEC) se saisissent de l'affaire. L'un des plaignants affirme également qu'International Blockchain Consulting lui doit 27 000 dollars de dettes. Mario Nawfal nie être impliqué dans des activités illégales.